# Drusiano Martinelli
Drusiano Martinelli (Venezia, 1557 – Venezia, 1630) è stato un attore teatrale e commediografo italiano.

## Biografia
Nacque a Marcaria, presso Mantova, probabilmente verso la metà del XVI secolo; aveva due fratelli, Tristano e Rubiano, e una sorella, Barbara. Sposò Angelica Alberghini e da lei ebbe tre figli.
Probabilmente fu membro della prima compagnia della commedia dell'arte che visitò l'Inghilterra nel 1577. Dal 1578 il suo nome fu legato alla Compagnia degli Uniti, di cui fu direttore e capocamico, ed ebbe un ruolo decisivo nell'invenzione della maschera di Arlecchino.